# Johann Baptist Müller-Melchiors
Johann Baptist Müller-Melchiors (bis 1844: Müller; auch Jean Baptist) (* 17. März 1815 in Mainz; † 7. Januar 1872 in Wien) war ein Anwalt und Abgeordneter der 2. Kammer der Landstände des Großherzogtums Hessen.
Johann Baptist Müller war der Sohn des gleichnamigen Weinhändlers in Mainz und dessen Ehefrau Maria Katharina Josefa geborene Melchiors. 1844 nahm Müller den Zunamen Müller-Melchiors an. 1847 heiratete Müller-Melchiors, der katholischer Konfession war, Elisabeth Barbara geborene Zenzen.
Müller studierte Rechtswissenschaften in Gießen.  Während seines Studiums wurde er 1833 Mitglied der Burschenschaft bzw. des späteren Corps Palatia Gießen. Er schloss das Studium 1837 mit der Promotion zum Dr. iur. an der Universität Gießen ab. Ab 1844 war er Gerichtsakzessist in Mainz, ab 1847 Advocatenanwalt in Mainz.
Müller-Melchiors trat im Rahmen der Märzrevolution 1848 in den Demokratischen Verein ein. 
1849 bis 1856 gehörte er der Zweiten Kammer der Landstände an. Er wurde zunächst für den Wahlbezirk Rheinhessen 1/Mainz und dann für den Wahlbezirk Rheinhessen 3/Ober-Ingelheim gewählt. In der Kammer war er der Führer der Demokratischen Partei. 1853 floh er für ein Jahr in die USA. 1854 wurde er Generaldirektor der Phoenix AG für Bergbau und Hüttenbetrieb. 1864 folgte ihm Ernst Jeghers als Generaldirektor.